# Cecilie Friberg Klysner
Cecilie Klysner (née le 2 mai 1994) est une orienteuse danoise de Haut Niveau.

## Palmarès

### Championnats du monde
- médaille d'or en 2016,  en catégorie Relais mixte
- médaille d'argent en 2017,  en catégorie Relais mixte

### Jeux mondiaux
- Médaille d'or en 2017 à Wrocław (Pologne) en catégorie Relais mixte